# Ayu Utami
Ayu Utami (Bogor, 21 de noviembre de 1968) es una escritora y periodista indonesia cuya obra Saman se considera la más importante

## Biografía
Nacida en Java Occidental, es católica y creció en Yakarta donde estudió filología rusa en la Universidad de Indonesia. Comenzó más tarde a publicar sus escritos y a trabajar como modelo y participar en concursos de belleza.
Ha sido periodista en varias publicaciones como Humor, Matra, Forum Keadilan o D&R y ha trabajado para la radio.

## Obras
- Saman, 1998
- Larung, 2002
- Si Parasit Lajang, 2003